# Mantelstromtriebwerk

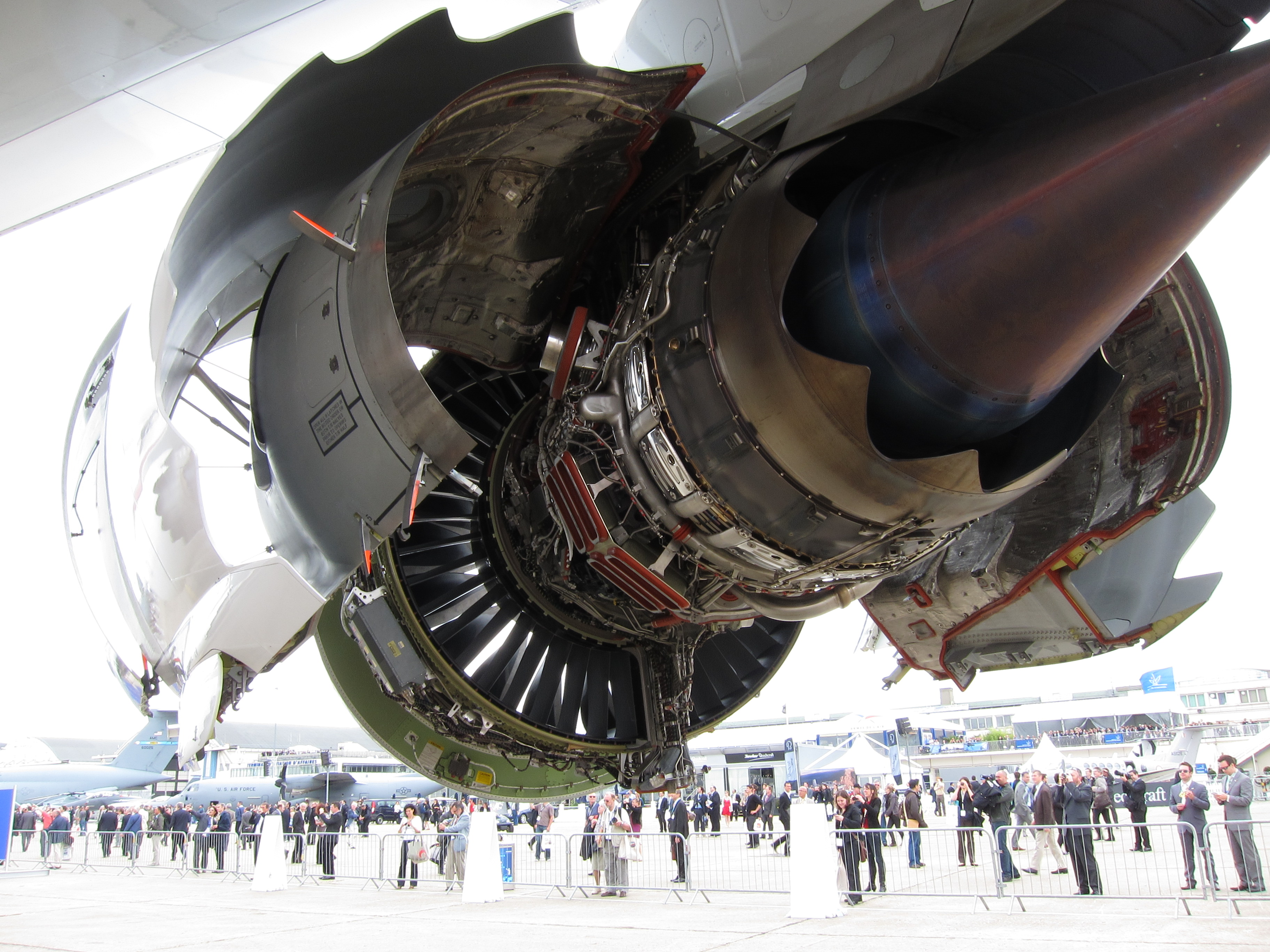
Ein GEnx-2B-67 mit geöffneter Verkleidung an der Tragfläche einer Boeing 747-8I

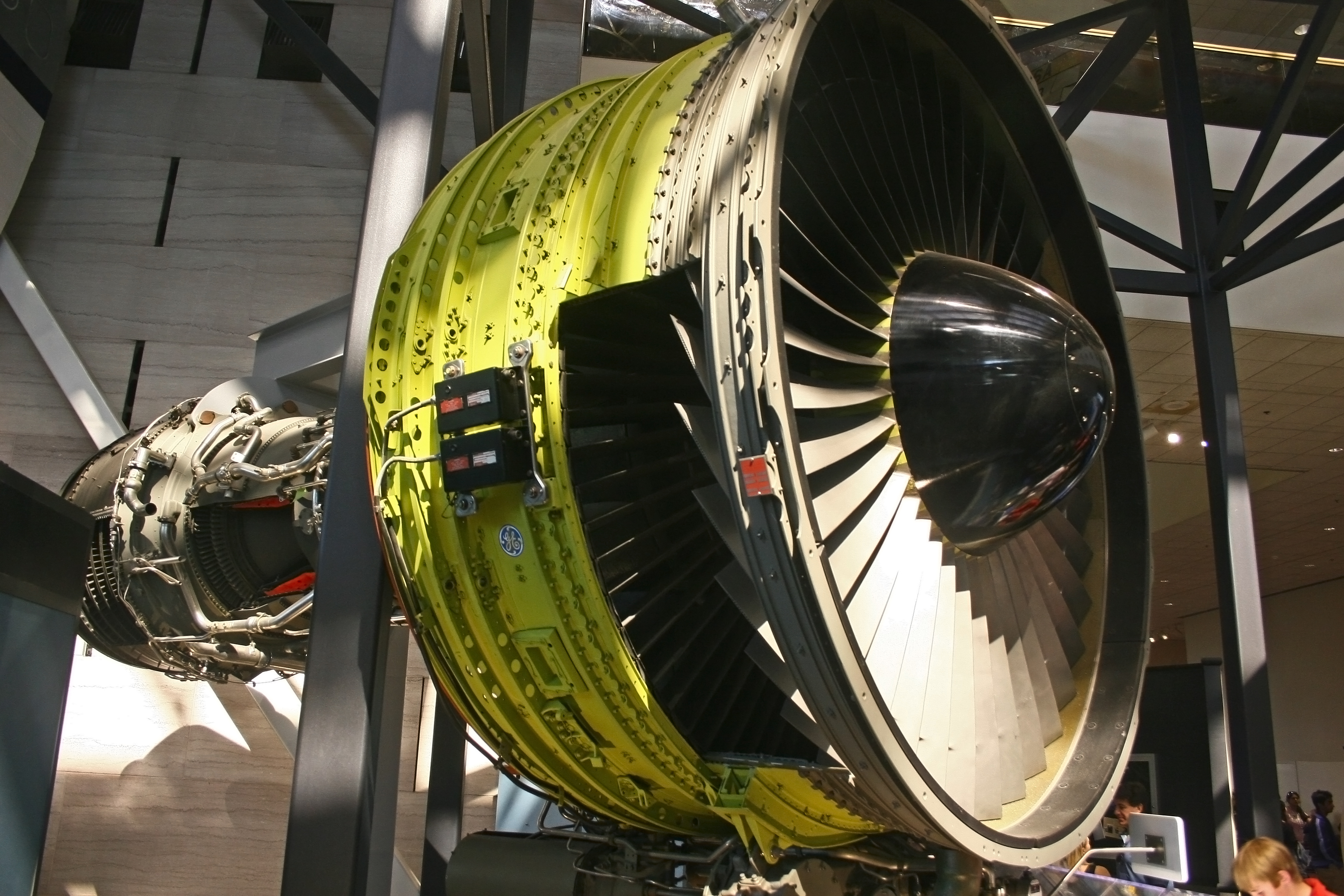
Turbofantriebwerk CF6 von General Electric

Ein Mantelstromtriebwerk, auch Nebenstromtriebwerk, Zweistromstrahltriebwerk, Zweistrom-Turbinen-Luftstrahltriebwerk (ZTL) oder Fantriebwerk – engl. Turbofan – genannt, ist ein Strahltriebwerk, bei dem ein äußerer Luftstrom den inneren „Kernstrom“ ummantelt. Der eigentliche thermodynamische Kreisprozess (Luft verdichten, aufheizen (Treibstoff verbrennen), expandieren und Energie liefern) findet im Kernstrom statt. Der Mantelstrom liefert bei modernen Triebwerken je nach Nebenstromverhältnis meist den Großteil der Schubkraft, oft über 80 %. Das Kerntriebwerk wird daher mitunter vor allem als Antrieb für Fan und somit Mantelstrom betrachtet. Deshalb wird es gelegentlich als „Heißgas-Erzeuger“ für die Fan-antreibende Turbine bezeichnet. Der Mantelstrom bewirkt eine Verringerung der Strahlgeschwindigkeit (ausgestoßener Luft-Abgas-Strahl) mit der Folge eines niedrigeren Treibstoffverbrauchs und geringerer Schallemission gegenüber einem Einstrom-Strahltriebwerk gleicher Schubkraft.
Nahezu alle strahlgetriebenen zivilen Flugzeuge werden heutzutage wegen der erhöhten Wirtschaftlichkeit und der lärmreduzierenden Wirkung des Mantelstromes mit Mantelstromtriebwerken ausgerüstet. Bei Kampfflugzeugen ist der Nebenstromanteil zu Gunsten einer maximalen Endgeschwindigkeit jedoch gering bis sehr gering, da sich dieser Vorteil bei hohen Geschwindigkeiten (größer Mach 0,7–0,9) verliert.

## Funktionsweise

Schema eines Turbofantriebwerks

Am Einlass des Mantelstromtriebwerks wird Luft eingesaugt. Das erste, große Schaufelblatt-Rad (Fan, s. u.) beschleunigt im Außenbereich (Nebenstrom) diese Luft. Der Nebenstrom wird am restlichen Triebwerk vorbeigeleitet und hinten ausgestoßen – seine beim Austritt erhöhte Geschwindigkeit liefert einen Großteil der Schubkraft. Im Innenbereich (Kernstrom) des ersten großen Schaufelblatt-Rades wird die Luft eher verdichtet und dabei (relativ zum Triebwerk) leicht abgebremst. Der Kern-Luftstrom wird in das „eigentliche Triebwerk“, eine Gasturbine, geleitet, wo der thermodynamische Kreisprozess die Antriebsenergie erzeugt. Hierzu folgt auf den Fan zunächst ein (Axial-)Verdichter, der den Kernstrom weiter komprimiert. Nach dem Verdichter folgt die Brennkammer. Hier wird Treibstoff in die verdichtete Luft eingespritzt und verbrannt, was die Energie für den Antrieb liefert: Die Temperatur wird stark erhöht, die theoretischen Vergrößerungen von Volumen und Druck führen zu einer starken Beschleunigung des Kernstroms (so stark, dass der Druck über die Brennkammer sogar leicht abnimmt; die Brennkammer wird zum Austritt hin nicht wesentlich größer, das Volumen direkt erhöht sich allenfalls unwesentlich). Der Kernstrom wird nach der Brennkammer durch die Turbine geführt. Diese wandelt einen Teil der in der Brennkammer zugeführten Energie in mechanische Leistung um, damit werden Verdichter und Fan angetrieben (mittels einer nach vorne führenden Welle). Die verbleibende Energie (Druck, Strömungsgeschwindigkeit) im Kernstrom wird über die am Triebwerksende befindliche Schubdüse in Schubkraft umgesetzt. In heutigen zivilen Mantelstromtriebwerken ist der Schub aus dem Kerntriebwerk gering im Vergleich zum Schub aus dem Mantelstrom, den der Fan erzeugt.
Da aus Sicht des Fans das Kerntriebwerk vor allem dazu dient, für seine Turbinenstufen heißes Hochdruck-(Ab-)Gas zu erzeugen, wird das Kerntriebwerk mitunter auch als „(Heiß-)Gas-Erzeuger“ bezeichnet.

### Fan
Der Fan wird auf Deutsch manchmal auch Gebläse oder Bläser, selten Lüfter (siehe auch: Mantelpropeller) genannt. Meistens ist er vor dem Verdichter angeordnet, in seltenen Fällen, etwa bei dem General Electric CJ805-23 und dem General Electric CF700, befindet sich der Fan hinter dem Kerntriebwerk. Diese Anordnung wird Aft-Fan genannt (Funktionsweise siehe unten). Der Fan eines normalen Mantelstromtriebwerks hat die Aufgabe, große Luftmassen anzusaugen und zu beschleunigen; liegt er vor dem Verdichter, kann der Bereich, der in das Kerntriebwerk führt, bereits mehr auf Verdichten statt auf Beschleunigen ausgelegt sein.
Bei den meisten Triebwerken wird der Fan als Teil des (Niederdruck-)Verdichters betrachtet (dessen „erste Stufe“), insbesondere, wenn er für den „eigentlichen“ Verdichter bereits eine nennenswerte Kompression bewirkt. Nach dem Fan teilt sich der Luftstrom auf in einen
- inneren Luftstrom (Kernstrom, Primärstrom), der in das Kerntriebwerk (eine Gasturbine) gelangt (mit „eigentlichem“ Verdichter, Brennkammer und Turbine), und einen
- äußeren Luftstrom (Nebenstrom, Sekundärstrom), der außen am Kerntriebwerk vorbeigeführt wird.

Der Fan wirkt ähnlich einem ummantelten Propeller und erzeugt in modernen kommerziellen Triebwerken etwa 80 % des Vortriebs. Generell wird beim Mantelstromtriebwerk dem Primärstrom durch die Turbine mehr Energie entzogen als bei einem Einstrom-Strahltriebwerk gleich groß wie das Kerntriebwerk, da mit dieser Energie der Fan angetrieben werden muss.
Charakteristisch für ein Mantelstromtriebwerk ist das Nebenstromverhältnis. Es ist das Verhältnis der Luftmenge des Nebenstroms zur Luftmenge, die durch die Gasturbine strömt. Moderne Mantelstromtriebwerke in Zivilflugzeugen haben ein Nebenstromverhältnis (engl. bypass ratio) von 4 (80 % Bypass, 20 % Kernstrom) bis 12 (92 % Nebenstrom, 8 % Kernstrom) beim PW1000G. Sekundär- und Primärstrom zusammen bewirken den Gesamtschub. Eine extreme Auslegung zeigt das Kusnezow NK-93, bei dem eine Propellerturbine auf zwei gegenläufige, gekapselte Propeller wirkt. Hier wird ein Bypassverhältnis von 16,6 erreicht.
Der Verdichter wird oft auch Kompressor genannt.

### Wellenaufbau
Aufgrund des meist großen Fandurchmessers (beispielsweise 2,95 m beim Rolls-Royce Trent 900) kann der Fan nicht mehr über eine einzige Welle mit dem Kompressor und der Turbine gekoppelt werden: Kompressor und Turbine arbeiten meist bei hohen Drehzahlen, bei denen die Schaufelspitzen des Fans eine zu hohe Geschwindigkeit erreichen würden. Daher werden entweder ein Übersetzungsgetriebe (Getriebefan siehe unten) oder zwei bis drei Wellen benutzt, um Kerntriebwerk und Fan mit unterschiedlichen Drehzahlen betreiben zu können.
Bei einem mehrwelligen Triebwerk ohne Getriebe besteht keine mechanische Kopplung zwischen den Wellen; jede Welle wird nur von „ihren“ Turbinenstufen angetrieben.
Realisiert wird ein Mehrwellensystem durch eine koaxiale Wellenanordnung: Eine äußere hohle Primärwelle (Hochdruck-Welle), durch welche die dünnere, aber längere Sekundär-(Niederdruck-)Welle innen hindurchläuft.
Neben einer unterschiedlichen Drehzahl ist auch eine entgegengesetzte Drehrichtung (der koaxialen Wellen oder des Getriebefans) möglich. Bei mehreren Wellen werden die unterschiedlichen Drehrichtungen durch gegensinnige Anstellwinkel der Beschaufelung der jeweils auf einer Welle angebrachten Kompressor- und Turbinenstufen erreicht, beim Getriebefan werden die unterschiedlichen Drehrichtungen durch das Getriebe erreicht.
In manchen Turbofantriebwerken arbeitet ein Drei-Wellen-System, beispielsweise in der Rolls-Royce-Trent-Serie. Dies ermöglicht eine weitere Unterteilung von Verdichter- und Turbinenstufen mit dem Vorteil, die jeweiligen Komponenten mit an ihren optimalen Arbeitspunkt besser angepassten Drehzahlen betreiben zu können; ferner verbessert sich das Beschleunigungsverhalten durch die geringeren Massen der einzelnen Wellensysteme.

### Wirkungen, Vor- und Nachteile
Mit Zweistromtriebwerken kann bei Geschwindigkeiten zwischen 600 und 850 km/h ein hoher Luftdurchsatz bei geringerem Kraftstoffverbrauch erzielt werden, was die Kosten senkt. Die Luft des Sekundärstroms bildet eine Pufferschicht zwischen den heißen Abgasen und der Umgebungsluft, was die Lärmemission des Abgasstrahls verringert.
Heute werden fast ausschließlich Zweistromtriebwerke genutzt, da sie einen höheren Wirkungsgrad und höhere Sicherheit bieten als Einstromtriebwerke. Je nach Verwendungszweck ist das Nebenstromverhältnis unterschiedlich. Für hohe Geschwindigkeiten bis in den Überschallbereich, wie beispielsweise beim EJ200 für den Eurofighter Typhoon, steht die Schubkraft im Vordergrund, weswegen das Nebenstromverhältnis gering ist. Bei zivilen und militärischen Passagier- und Transportmaschinen stehen niedrige Verbrauchs-, Verschleiß- und Lärmwerte im Vordergrund, weswegen hier das Nebenstromverhältnis sehr hoch ist.

### Getriebefan

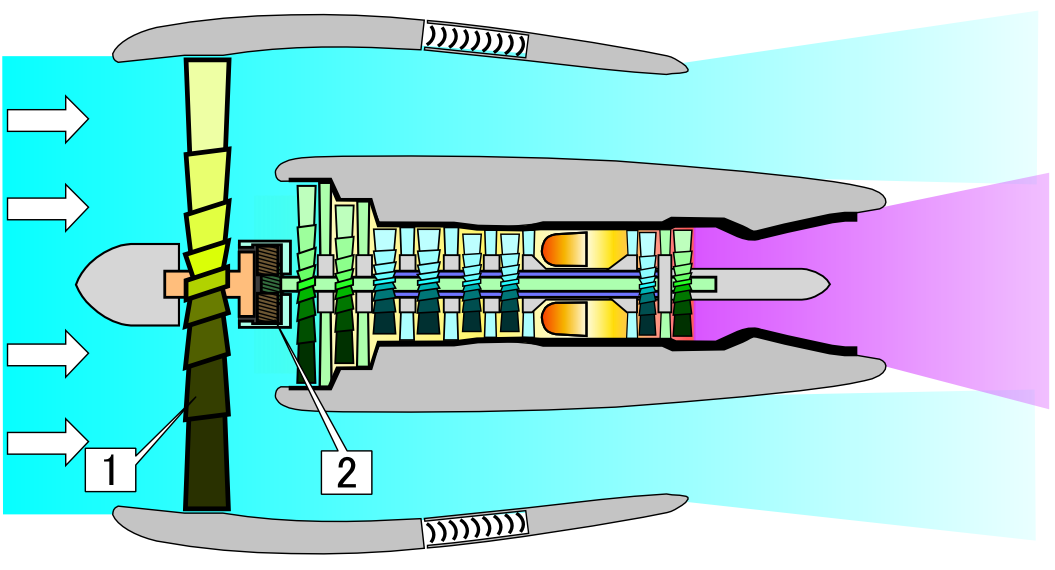
Schema eines Getriebefan-Triebwerks mit Fan (1) und Getriebe (2)

Als Getriebefan (engl. Geared Turbofan) werden Turbofantriebwerke bezeichnet, die ein Untersetzungsgetriebe (etwa 3:1 bis 4:1) zwischen Niederdruckwelle und Fan(welle) aufweisen. Da hiermit die Drehzahl des Fans gesenkt und die von Niederdruckturbine/-verdichter erhöht werden kann, können beide Komponenten in ihrem jeweiligen optimalen Drehzahlbereich arbeiten. Verbrauchswerte und Geräuschpegel werden dadurch deutlich reduziert. Bisherige Getriebefan-Triebwerke sind Zwei- oder Dreiweller.
Die zusätzliche Masse des Getriebes wird durch eine geringere Masse der schnelllaufenden Niederdruckturbine wettgemacht, so dass ein Getriebefan nicht schwerer sein muss. Ein derartiges Triebwerk gibt es in der Schubklasse für Geschäftsreiseflugzeuge seit 1972 mit dem Honeywell TFE731. Ein weiteres Triebwerk mit Getriebe ist das Lycoming ALF 502, das seit 1981 die vierstrahlige BAe 146 antreibt.
Der erste Versuch, diese Technologie bei größeren Triebwerken einzusetzen, wurde 1986 von International Aero Engines (IAE) unter dem Namen SuperFan unternommen – ein Triebwerk für die A340, das aber aufgrund technischer Risiken nicht zu Ende entwickelt wurde. Pratt & Whitney, ein Partner von IAE, verfolgten das Konzept jedoch weiter und stellten 1992 und 2001 Demonstrationstriebwerke (der Advanced Ducted Prop bzw. Advanced Technology Fan Integrator) mit 236 kN bzw. 56 kN Schub vor.
Da diese Technik wegen der damit einfacher zu erzielenden Erhöhung des Nebenstromverhältnisses eine Treibstoffverbrauchssenkung von deutlich über 10 % gegenüber den jetzigen Triebwerken ermöglicht, entwickelten Pratt & Whitney und die MTU Aero Engines ein weiteres Demonstrationstriebwerk auf Basis des Pratt & Whitney PW6000, das im Jahre 2008 von P&W an einer firmeneigenen Boeing 747SP und zusammen mit Airbus an einer A340-600 im Flug getestet wurde. Der Erfolg dieses Demonstrationstriebwerks führte zur Entwicklung des Pratt & Whitney PW1000G, das unter dem Beinamen PurePower vermarktet wird. Dieses ist für die drei neu entwickelten Flugzeuge Airbus A220 (Erstflug 16. September 2013), Mitsubishi SpaceJet (Erstflug 11. November 2015) und Irkut MS-21 (Erstflug 28. Mai 2017) ausgewählt worden. Das Nebenstromverhältnis beträgt bei diesen Triebwerken 12:1, sowohl Rolls-Royce als auch Pratt & Whitney wollen mit Getriebefans ein Verhältnis von 15:1 erreichen.

### Aft-Fan

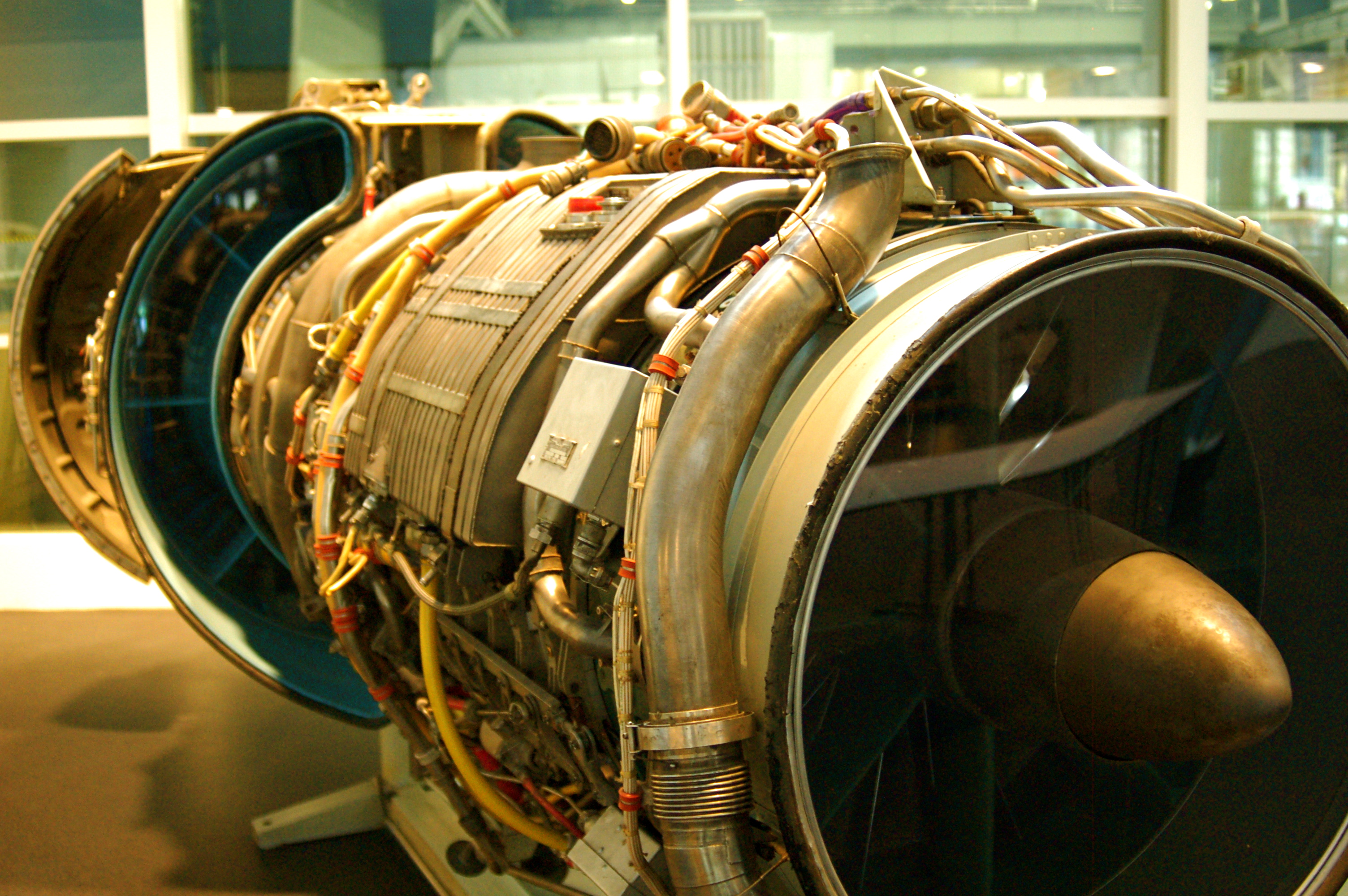
Aft-Fan-Triebwerk General Electric CJ-805

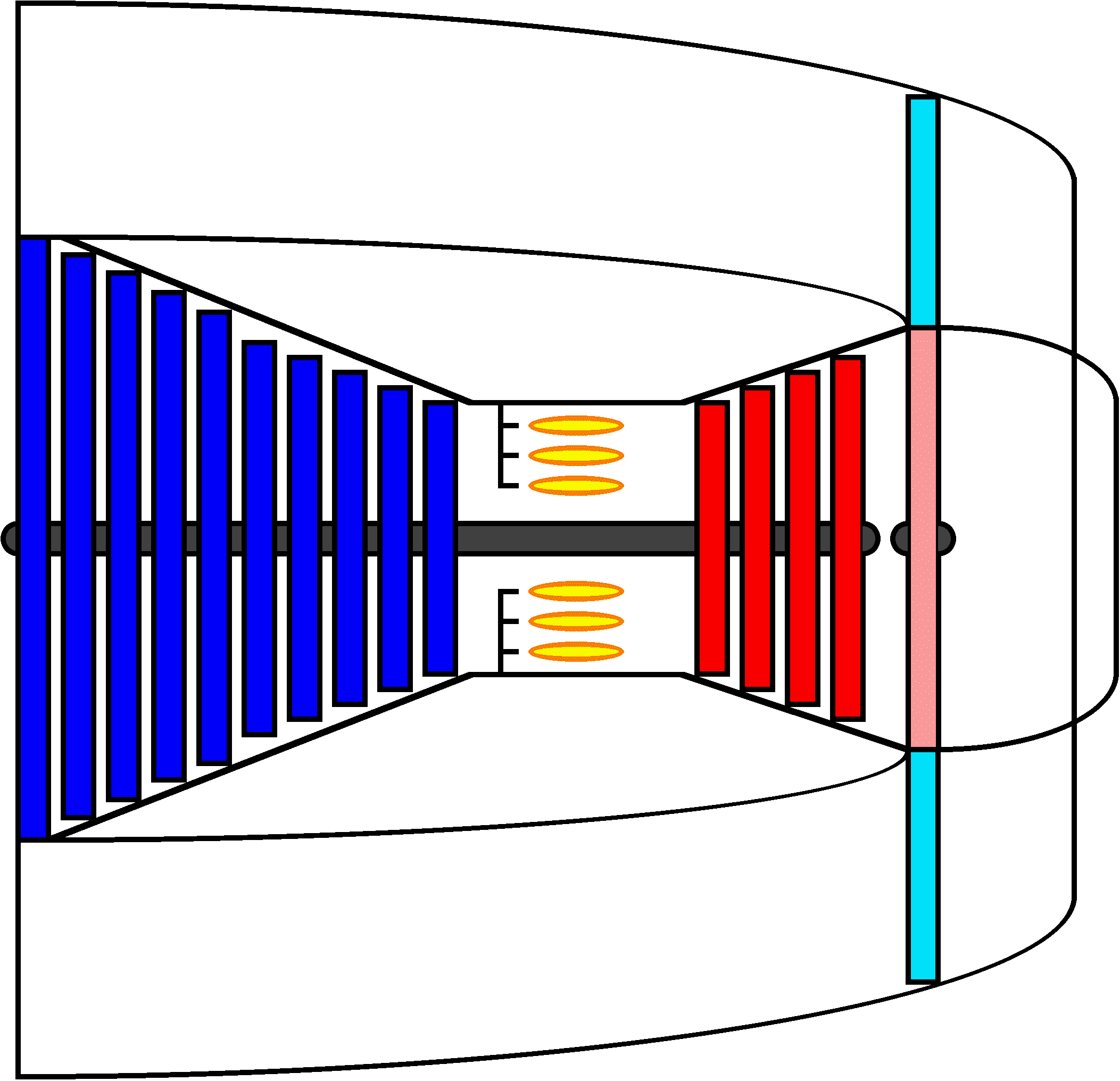
Schnitt durch eine Aft-Fan-Triebwerks-Veranschaulichtung

Ein Aft-Fan-Triebwerk unterscheidet sich von normalen Mantelstromtriebwerken dadurch, dass der Fan nicht vor dem restlichen Triebwerk, sondern hinter diesem sitzt. Bisher wurde diese Konfiguration – soweit bekannt – nur von General Electric bei den Triebwerkstypen General Electric CJ805-23B und C sowie dem General Electric CF700 verwendet, um aus einwelligen Turbojet-Triebwerken Turbofans abzuleiten. Dabei schaltete GE hinter das jeweilige Triebwerk eine Freilaufturbine. Jedoch wird nur der innere Teil der Schaufeln als Turbine von den Abgasen des Triebwerks umströmt und in Drehung versetzt. Der äußere Teil der Schaufeln dreht sich dagegen im Mantel als Fan und beschleunigt dort den Mantelstrom.

### Open Rotor

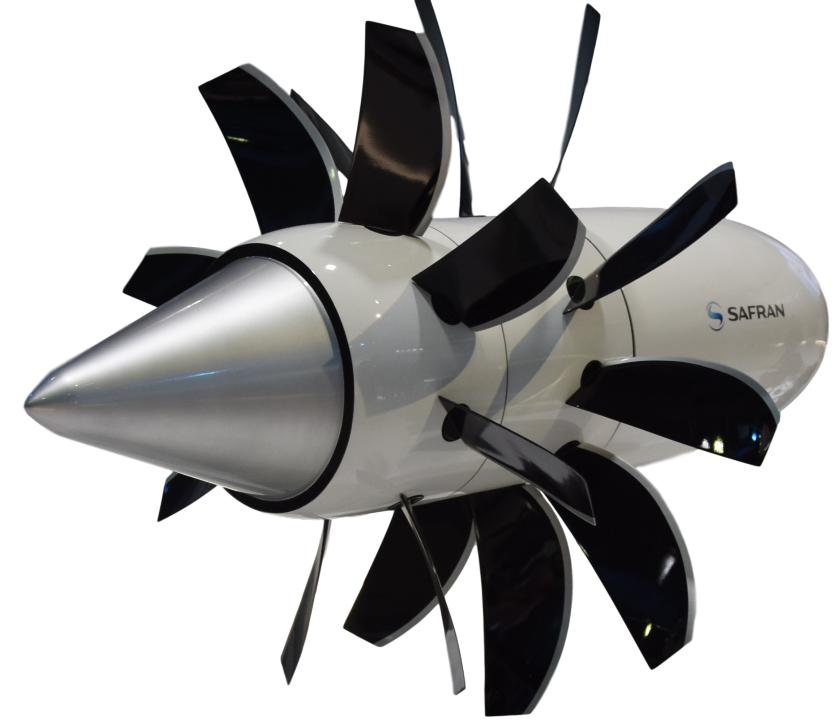
Sicht von hinten auf ein Mock-Up eines Open Rotor von Safran in Pusher-Konfiguration; 2017

Ist der Fan nicht ummantelt, so spricht man von einer „Open-Rotor“-Bauweise. Sie stellt eine Zwischenform zwischen Turbofan- und Turboprop-Bauweise dar. Es werden sowohl „Pusher“-Konfigurationen (ähnlich der Aft-Fan-Bauweise) als auch „Puller“ untersucht, bei denen der offene Fan vor dem Kerntriebwerk positioniert ist.

## Geschichte

Unterhalb der Tragflächen montierte Turbofantriebwerke
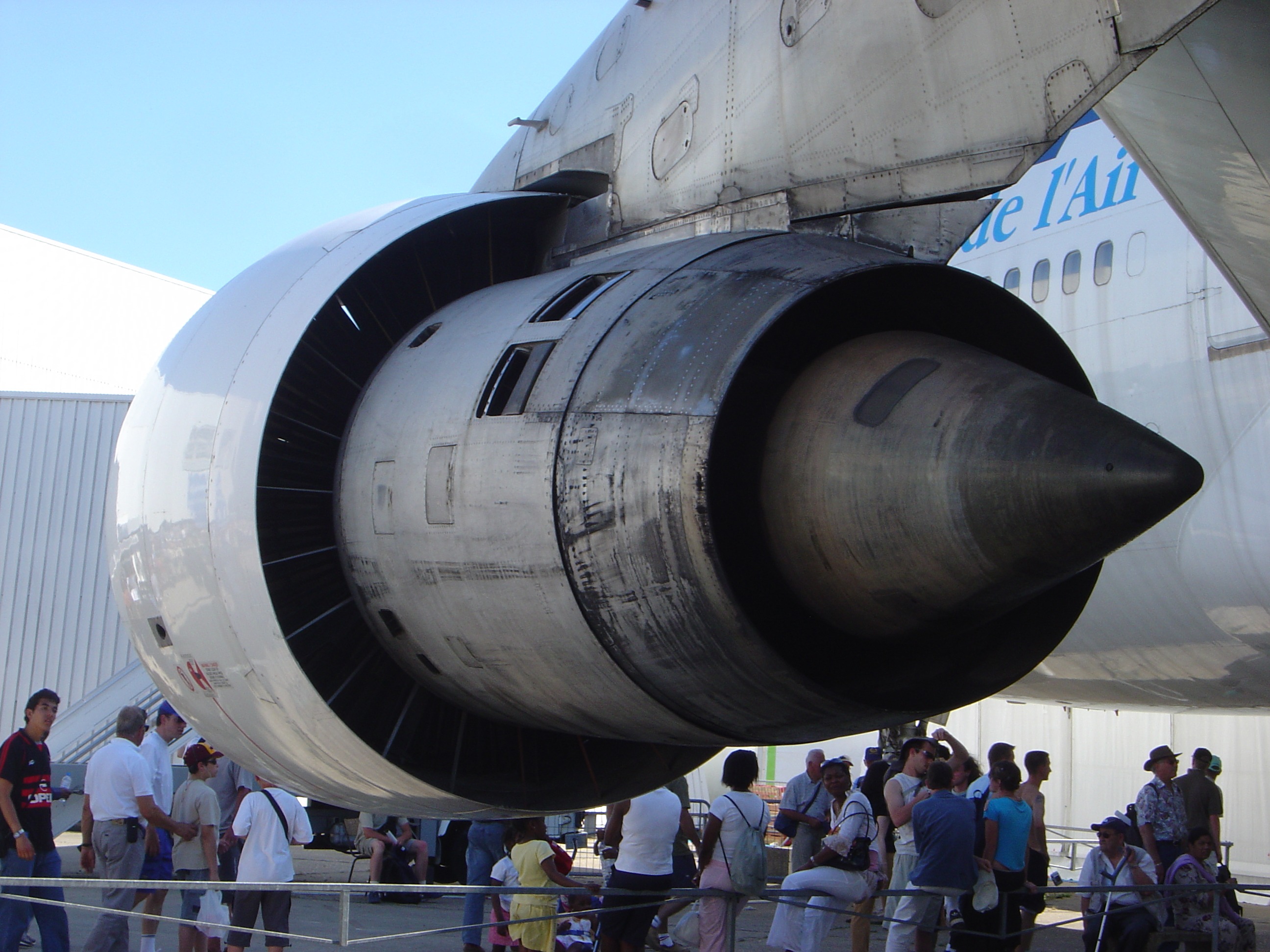
Pratt & Whitney JT9D (Boeing 747)
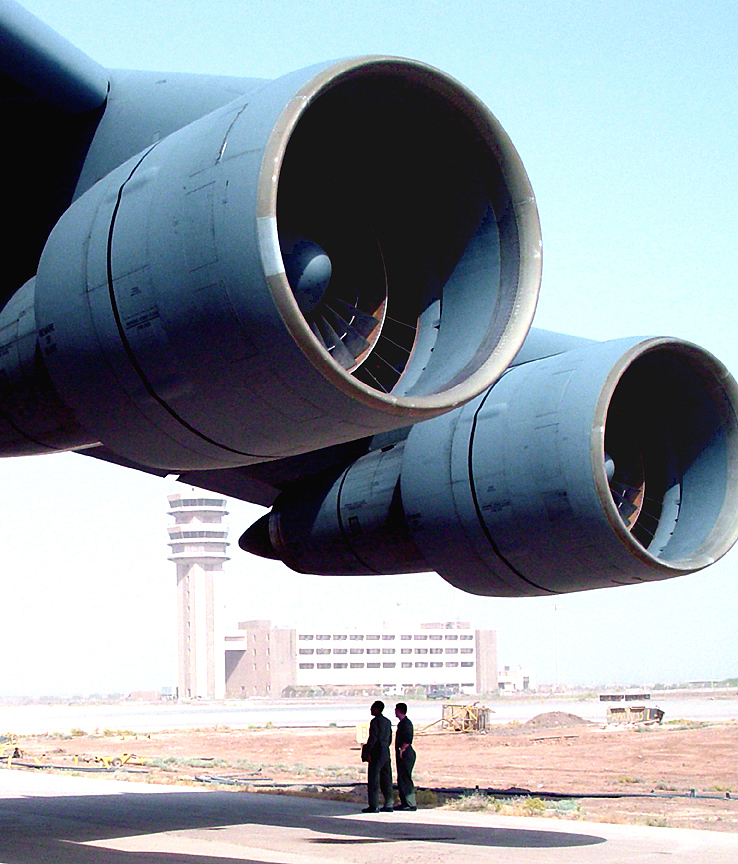
Zwei General Electric TF-39 (Lockheed C-5)

Das erste funktionsfähige Zweistromtriebwerk war das Daimler-Benz DB 670 (auch 109-007), dessen erster Prüfstandlauf am 1. April 1943 stattfand. Bei Escher-Wyss in der Schweiz war bis zum Abbruch der Entwicklung im Jahr 1947 ein Einwellen-Triebwerk mit Nebenstrom in Entwicklung, während bei Sulzer die Ingenieure schon 1946 ein Zweiwellen-Zweistromtriebwerk für das Flugzeug N-20 vorgeschlagen hatten, das allerdings ebenfalls nicht ausgeführt wurde. Das ersatzweise konstruierte Swiss Mamba wurde ab 7. Oktober 1952 in der Luft an einer Mosquito getestet, laut Georges Bridel „eine der ersten Flugerprobungen eines Zweistromtriebwerkes“.
Das Rolls-Royce Conway (Erstflug 1954 und ursprünglich für die Handley Page Victor konstruiert) stand ebenso wie das Pratt & Whitney JT3D (eigentlich für die Boeing B-52H) im Jahr 1959 bereit. Beide waren Abwandlungen von Turbojettriebwerken und wiesen ein niedriges Nebenstromverhältnis auf. Sie waren ursprünglich militärische Entwicklungen. Die zivile Zulassung des JT3D erfolgte einige Monate später als beim Conway.
Das sowjetische Solowjow D-20 folgte 1960 und war von vornherein für die zivile Luftfahrt ausgelegt. In der Tupolew Tu-124 erfolgte damit der erste Kurzstreckenverkehr mit Strahltriebwerken.
Die Entwicklung der heute genutzten Turbofantriebwerke mit hohem Nebenstromverhältnis geht auf eine Ausschreibung der USAF für ein Turbofantriebwerk für den Militärtransporter Lockheed C-5 Galaxy zurück, da für dieses über 350 t schwere Langstrecken-Transportflugzeug Turbojet- oder Turbofantriebwerke mit niedrigem Nebenstromverhältnis zu viel Treibstoff verbraucht hätten und zu schwach waren. Den Wettbewerb gewann General Electric mit dem General Electric TF39. Das Pratt & Whitney JT9D basiert auf einem Konkurrenzentwurf für diesen Wettbewerb und wurde in den ersten Versionen der Boeing 747 eingesetzt.

## Hersteller
Westliche Hersteller von Zweistromstrahltriebwerken sind
- Rolls-Royce
- Pratt & Whitney
- General Electric
- Snecma/Safran Aircraft Engines
- MTU Aero Engines

und Kooperationen derselben zu
- CFM International
- International Aero Engines
- Engine Alliance

In Russland stellt Awiadwigatel Bypassmotoren her.

## Verwandte Themen
- Beim Blade Off Test werden die Auswirkungen eines verlorenen Turbinenblattes bei höchster Drehzahl ermittelt.
- Die Abkürzung CROR steht für englisch counter rotating open rotor, ein Turbo-Strahltriebwerk mit gegenläufigem, offenem Fan.